# Órgão de Supervisão de Auditores
O Auditor Oversight Body, abreviadamente APAS, é uma autoridade alemã com sede em Berlim que é responsável pela supervisão dos auditores. Está integrado organizacionalmente no Escritório Federal de Economia e Controle de Exportação. No final de 2021, a autarquia empregava 52 pessoas.

## História
A APAS foi criada com base na Lei de Reforma da Superintendência de Auditoria (APAReG) de 31 Fundada em março de 2016. O antecessor foi a Comissão de Supervisão de Auditores (APAK). A APAS funciona independente da profissão e de forma independente. A base para a lei de reforma foram os regulamentos da UE correspondentes.

## Áreas de responsabilidade
A APAS tem as seguintes atribuições: 

### Inspeções e Controle de Qualidade
No caso de práticas que realizam auditorias das demonstrações financeiras de empresas de interesse público de acordo com a Seção 316a do Código Comercial Alemão, os métodos de trabalho e garantia de qualidade são verificados e avaliados sem justa causa.

### Supervisão profissional e observação do mercado
Se houver indícios concretos de violação do dever profissional, a autoridade investiga caso a caso durante auditorias de empresas de interesse público, de acordo com a Seção 316a do HGB. Pode sancionar violações detectadas. Além disso, a APAS acompanha a evolução do mercado de prestação de serviços de auditoria e colabora com instituições internacionais em suas áreas.

### Supervisão da Câmara de Contas (WPK)
A APAS realiza a supervisão técnica pública do WPK. Ele monitora se o WPK executa suas tarefas de maneira adequada e adequada.

## Estrutura e Financiamento
Existe uma câmara de decisão de cinco pessoas para cada uma das duas áreas de inspeção e supervisão profissional. Há também um comitê conjunto e um conselho consultivo. A APAS é financiada por taxas de custeio e pelo orçamento federal.

## Críticas em conexão com Wirecard
Em conexão com o escândalo Wirecard, foi criticado que a APAS não tenha agido apesar das informações de fevereiro de 2019. A APAS respondeu que era responsável por garantir que os auditores cumprissem suas obrigações profissionais, mas não por detectar erros na contabilidade de grupos de capital aberto. A APAS está conduzindo um processo de supervisão profissional contra a empresa de auditoria da Wirecard, a EY, e contra os indivíduos nela empregados. Nesse ínterim, quatro examinadores renunciaram à sua licença e, assim, escaparam de um processo legal profissional. Além disso, o chefe da APAS na comissão parlamentar de inquérito da Wirecard na reunião de 11 de dezembro de 2020 admitiu ter negociado ações da Wirecard na primavera de 2020, apenas algumas semanas antes da falência. Ele foi então dispensado de seu cargo.